# Йохан Георг фон Кьонигсег
Йохан Георг фон Кьонигсег (на немски: Johann Georg Freiherr von Königsegg; * 1568?; † 29 август 1622, Блайхах, Бавария) от стария швабски благороднически род Кьонигсег, е фрайхер на Кьонигсег и Аулендорф, господар на Ротенфелс, Щауфен и Ебенвайлер. Замъкът Кьонигсег днес е част от Гугенхаузен в Баден-Вюртемберг.

## Биография
Той е най-малкият син на Йохан Якоб фон Кьонигсег (* ок. 1538; † 27 юли 1567) и съпругата му Елизабет фон Монфор-Ротенфелс-Петербург († сл. 1556), дъщеря на граф Хуго XVI (XIV) фон Монфор-Ротенфелс-Васербург († 1564) и първата му съпруга Мария Магдалена фон Шварценберг (1510 – 1543), или на втората му съпруга Урсула фон Золмс-Лих. Потомък е на Бертхолд фон Фронхофен († сл. 1209), който е син на Менгоц де Кьонигсег († сл. 1171).
Йохан Георг става фрайхер на 20 ноември 1613 г. Той престроява ок. 1620 г. Аулендорф в Баден-Вюртемберг на своя резиденция. Той е убит на 29 август 1622 г. в Блайхах. Синовете му Хуго и Йохан Георг са издигнати на имперски графове през 1629 г. от император Фердинанд II.

## Фамилия
Първи брак: на 23 април 1589 г. с Кунигунда фон  Валдбург фон Волфег-Цайл (* ок. 1570; † 24 ноември 1604), дъщеря на граф Якоб V фон Валдбург-Волфег-Цайл (1546 – 1589) и графиня Йохана фон Цимерн-Мескирх (1548 – 1613). Те имат осем деца:
- Йохан Якоб фон Кьонигсег (14 юли 1590 – 13/19 септември 1664, Залцбург)
- Бертхолд фон Кьонигсег (1593 – 23 февруари/5 юни 1663)

- Хуго фон Кьонигсег-Ротенфелс (26 февруари 1596 – 1 декември 1666, Именщат), женен I. ок. 10 ноември 1625 за графиня Мария Рената фон Хоенцолерн-Хехинген († 12 януари 1637, Констанц), II. на 26 юни 1637 в Инсбрук за Каролина Лудовика фон Зулц (1616/1617 - 22 февруари 1651), III. на 24 август 1652 г. за Анна Амалия фон Кирбург-Мьорхинген (?-1676)
- Йохана фон Кьонигсег (1600 – 5 май 1654)
- Кунигунда Елизабет фон Кьонигсег (1601 – 9 септември/6 октомври 1663), омъжена на 30 май 1627 г. за граф Файт Ернст фон Кюнигл в Еренбург (30 май 1595, Инсбрук – 18 януари 1664, Инсбрук)
- Анна Мария фон Кьонигсег (*/† 1 юни 1602)
- Доротея Йозефа фон Кьонигсег (1603 – ок. 6 август 1634/1654), омъжена ок. 1630 г. за граф Каспар Бернхард II фон Рехберг (1588 – 8 ноември 1651)
- Йохан Георг фон Кьонигсег-Аулендорф (1604 – 11 февруари 1666, Инсбрук), женен ноември 1631 г. за графиня Елеонора фон Хоенемс (9 януари 1612 – 6 май 1675)

Втори брак: на 6 ноември 1606 г. с Йохана фон Еберщайн († 22 април 1633, Рансхофен), вдовица на граф Айтел Фридрих IV фон Хоенцолерн-Хехинген (1545 – 1605), дъщеря на граф Филип II фон Еберщайн (1523 – 1589). Бракът е бездетен.